# Nihoa (chi nhện)
Nihoa là một chi nhện trong họ Barychelidae.

## Các loài
Het geslacht kent de volgende soorten:
- Nihoa annulata (Kulczyński, 1908)
- Nihoa annulipes (Thorell, 1881)
- Nihoa aussereri (L. Koch, 1874)
- Nihoa bisianumu Raven, 1994
- Nihoa courti Raven, 1994
- Nihoa crassipes (Rainbow, 1898)
- Nihoa gressitti Raven, 1994
- Nihoa gruberi Raven, 1994
- Nihoa hawaiiensis (Raven, 1988)
- Nihoa itakara Raven, 1994
- Nihoa kaindi Raven, 1994
- Nihoa karawari Raven, 1994
- Nihoa lambleyi Raven, 1994
- Nihoa madang Raven, 1994
- Nihoa mahina Churchill & Raven, 1992
- Nihoa maior (Kulczyński, 1908)
- Nihoa mambulu Raven, 1994
- Nihoa pictipes (Pocock, 1899)
- Nihoa raleighi Raven, 1994
- Nihoa tatei Raven, 1994
- Nihoa vanuatu Raven, 1994
- Nihoa variata (Thorell, 1881)
- Nihoa verireti Raven, 1994